# کیک توت‌فرنگی
کیک توت فرنگی کیکی است که از توت فرنگی به عنوان ماده اولیه تهیه می‌شود. توت فرنگی را می‌توان در خمیر کیک، روی کیک و در یخ چینه استفاده کرد. کیک‌های توت فرنگی معمولاً سرد سرو می‌شوند.

## بررسی اجمالی
کیک‌های توت فرنگی را می‌توان با توت فرنگی در خمیر، با توت فرنگی در بالای آن، با توت فرنگی یا توت فرنگی پر کردن بین لایه‌های کیک لایه ای، و در هر ترکیبی از آنها تهیه کرد. برخی از آن‌ها با توت فرنگی‌های ترکیب شده در یخ چینه تهیه می‌شوند. می‌توان از توت فرنگی تازه یا منجمد استفاده کرد. برخی ممکن است از ژلاتین با طعم توت فرنگی به عنوان یک ماده استفاده کنند،که می‌تواند زمانی که کیک با خمیر مخلوط می‌شود، رنگ صورتی به آن بدهد. روی برخی از کیک‌های توت فرنگی از چاشنی توت فرنگی استفاده می‌شود.کیک توت فرنگی ممکن است به عنوان یک ظرف بدون گلوتن تهیه شود.
برخی از نسخه‌ها به صورت سرد سرو می‌شوند،و برخی منجمد شده و سپس در حالت نیمه منجمد سرو می‌شوند.پنیر ریکوتا گاهی به عنوان یک ماده در خمیر کیک یا به عنوان رویه استفاده می‌شود.کیک توت فرنگی گاهی با استفاده از مخلوط کیک آماده شده به عنوان پایه تهیه می‌شود، مانند مخلوط کیک سفید، که روی آن مواد اضافی به خمیر یا روی کیک اضافه می‌شود.گاهی در روز ولنتاین تهیه و به عنوان غذا سرو می‌شود.

## فیلیپین

### لاترینیداد، جشنواره توت فرنگی بنگه
در ۲۰ مارس ۲۰۰۴ در جشنواره توت فرنگی در لاترینیداد، شهرداری بنگه فیلیپین، بزرگترین کیک توت فرنگی جهان تهیه و توسط رکوردهای جهانی گینس تأیید شد.این کیک توسط چند نانوا تهیه شد و در مجموع ۲۱۲۱۳٫۴۰ پوند (۹۶۲۲٫۲۳ کیلوگرم) وزن داشت.
در مارس ۲۰۱۵ در جشنواره توت فرنگی La Trinidad، ۶۰۰۰ تکه کیک توت فرنگی به عنوان بخشی از رویدادها سرو شد.کیک برای برش‌ها با استفاده از توت فرنگی تازه تهیه شد.غذاهای دیگری که در این رویداد سرو شد شامل کیک‌های توت فرنگی، کوتسینتا توت فرنگی (یک کیک برنج بخارپز) و شراب توت فرنگی بود.برخی از نانوایی‌ها و رستوران‌ها کیک توت فرنگی را به عنوان بخشی از کرایه خود تهیه می‌کنند. برخی از نانوایی ها و رستوران ها کیک توت فرنگی را به عنوان بخشی از کرایه خود تهیه می کنند.

## نگارخانه

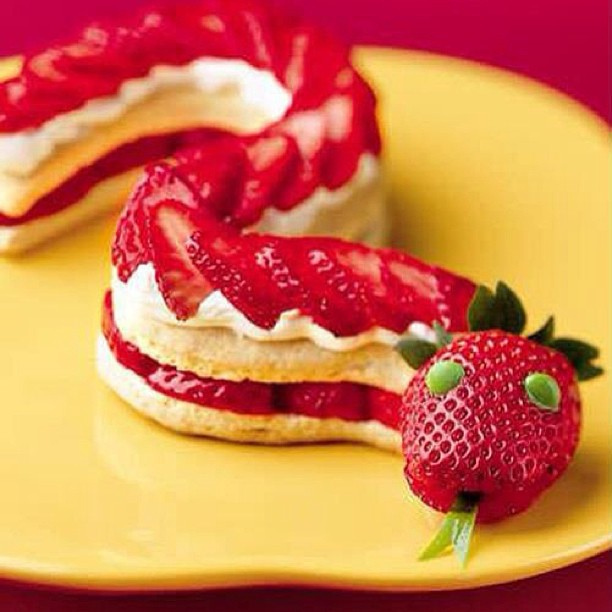
کیک توت فرنگی که به شکل مار تهیه شده‌است
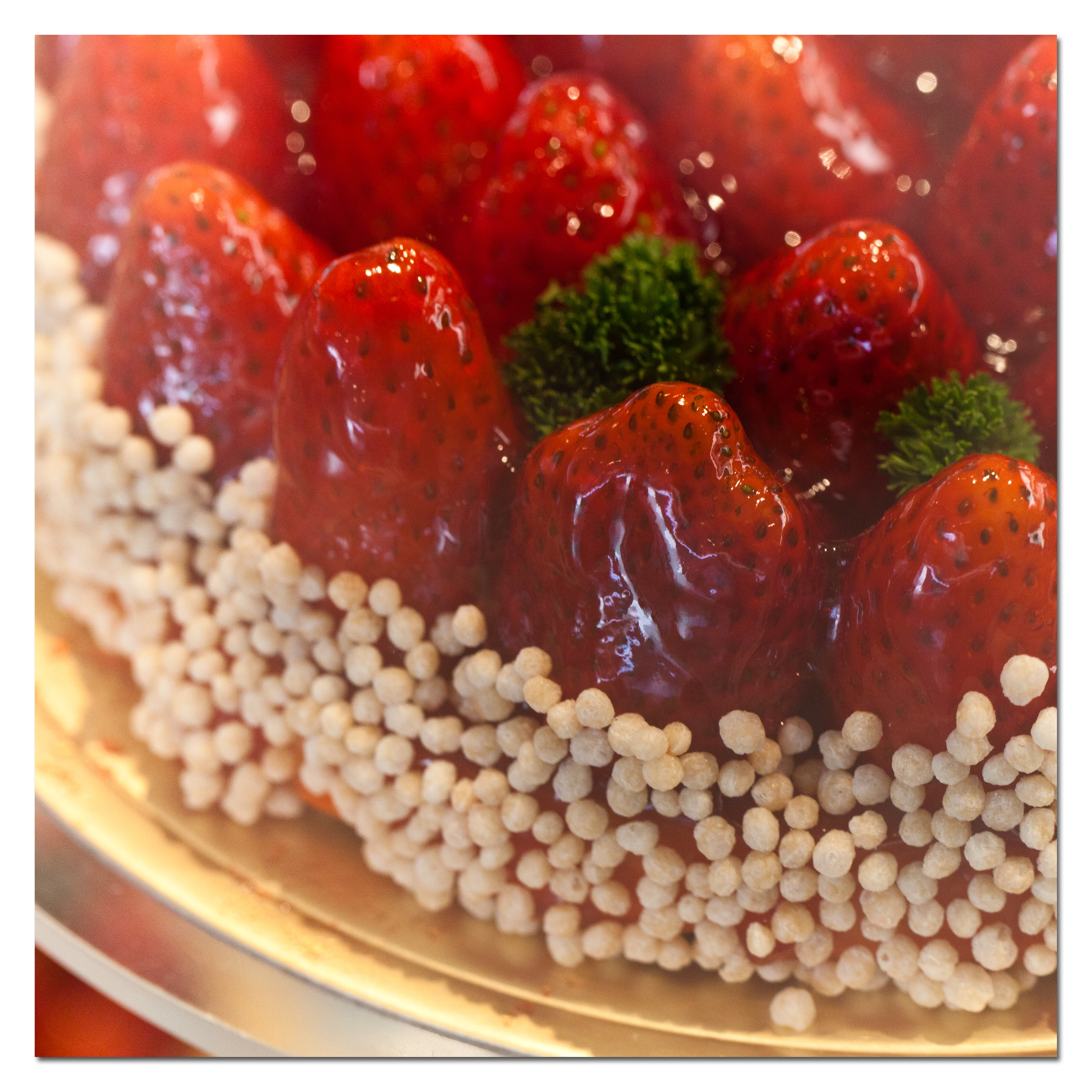
نمای نزدیک از کیک توت فرنگی برای روز ولنتاین
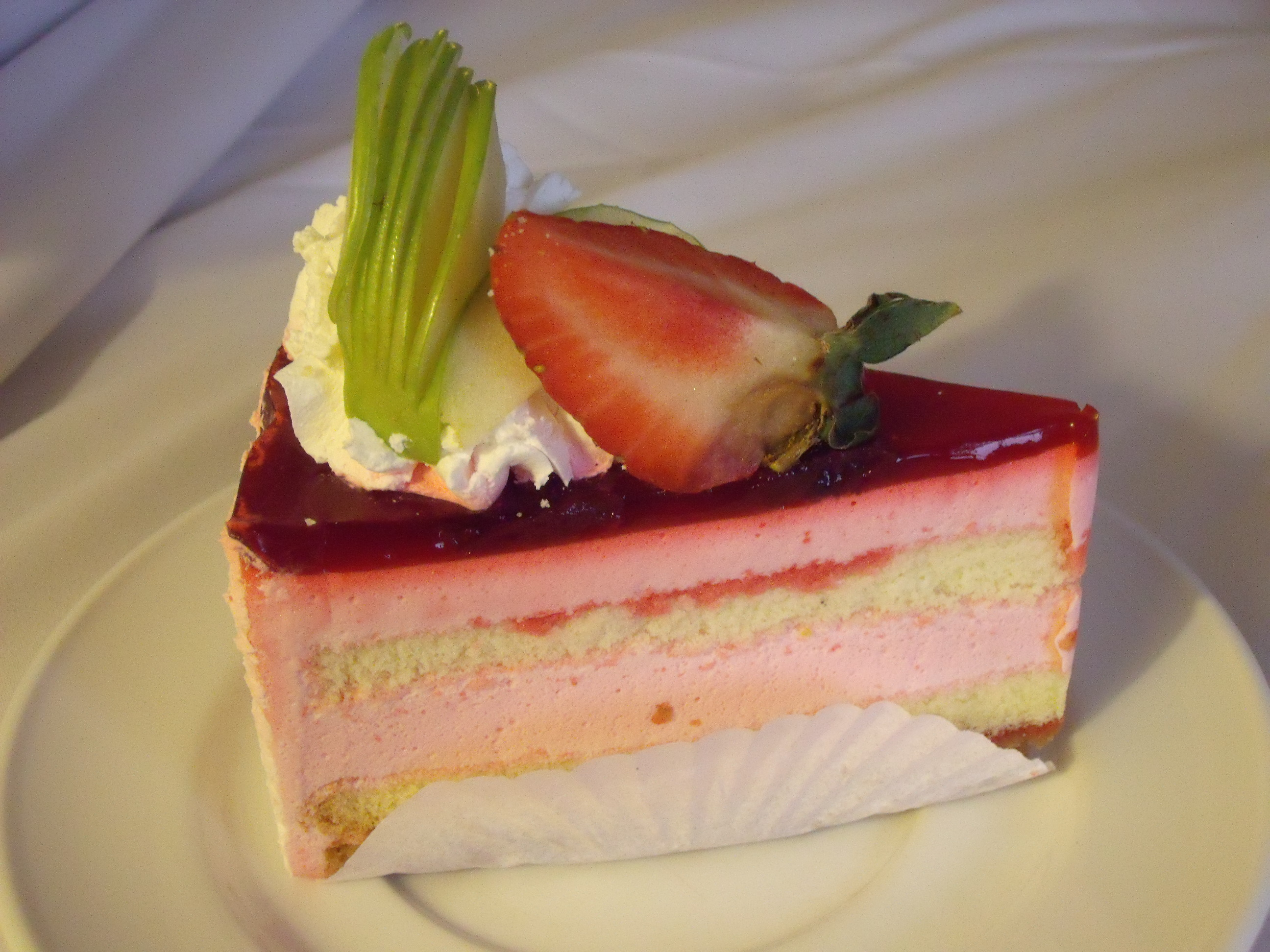
یک تکه کیک توت فرنگی
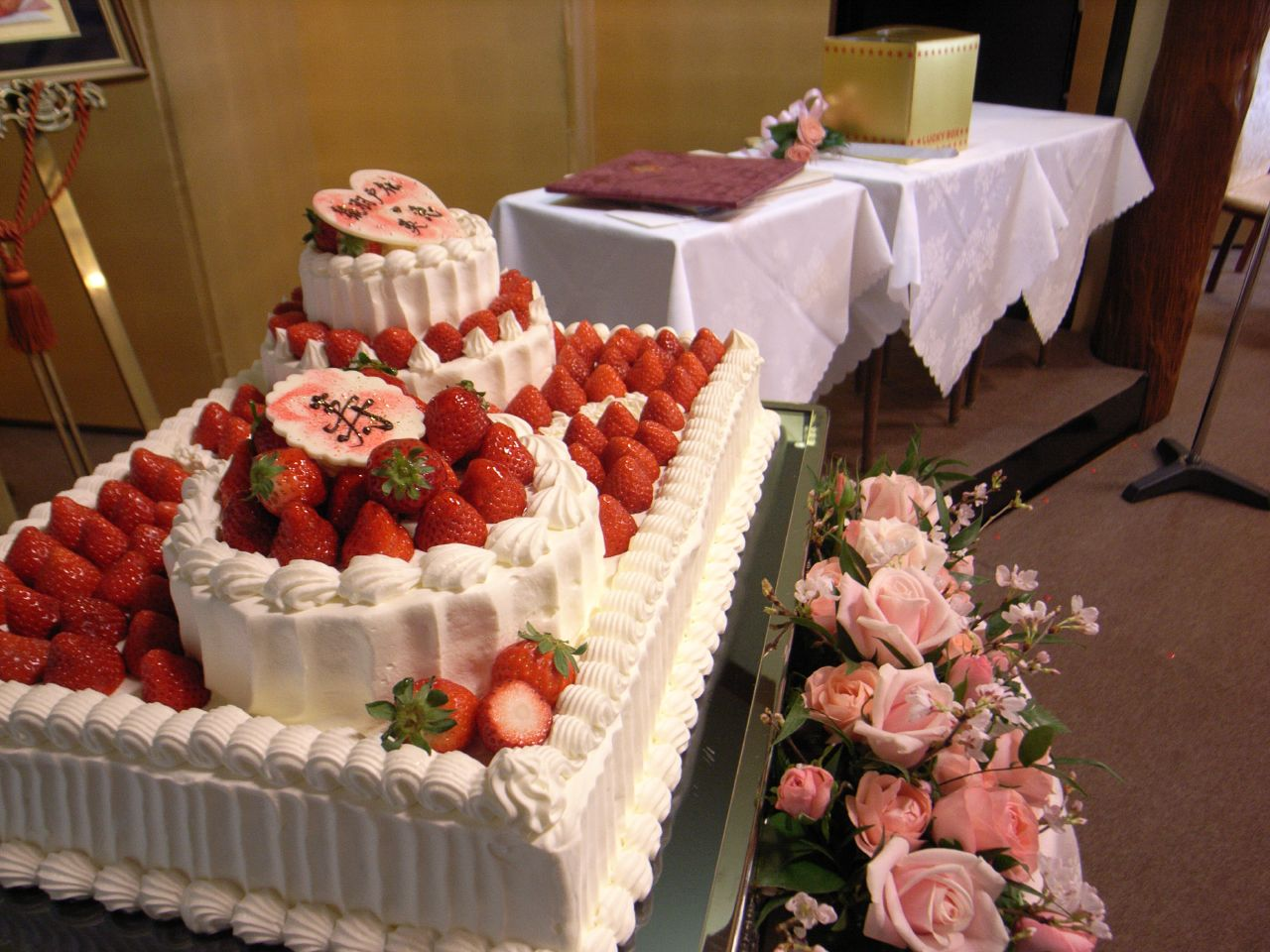
کیک عروسی توت فرنگی
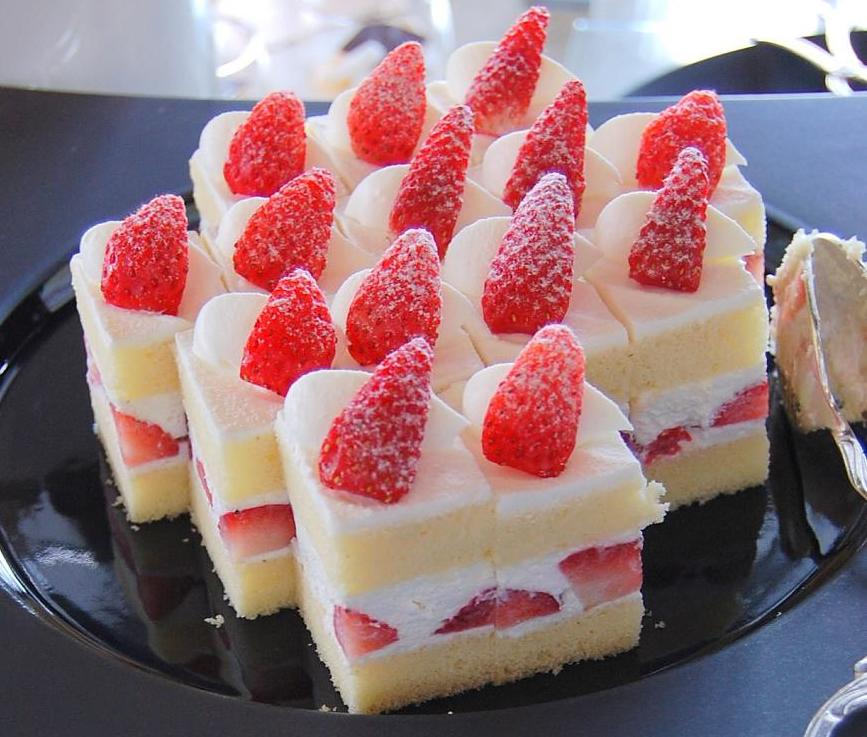
یک تکه کیک توت فرنگی در بوفه
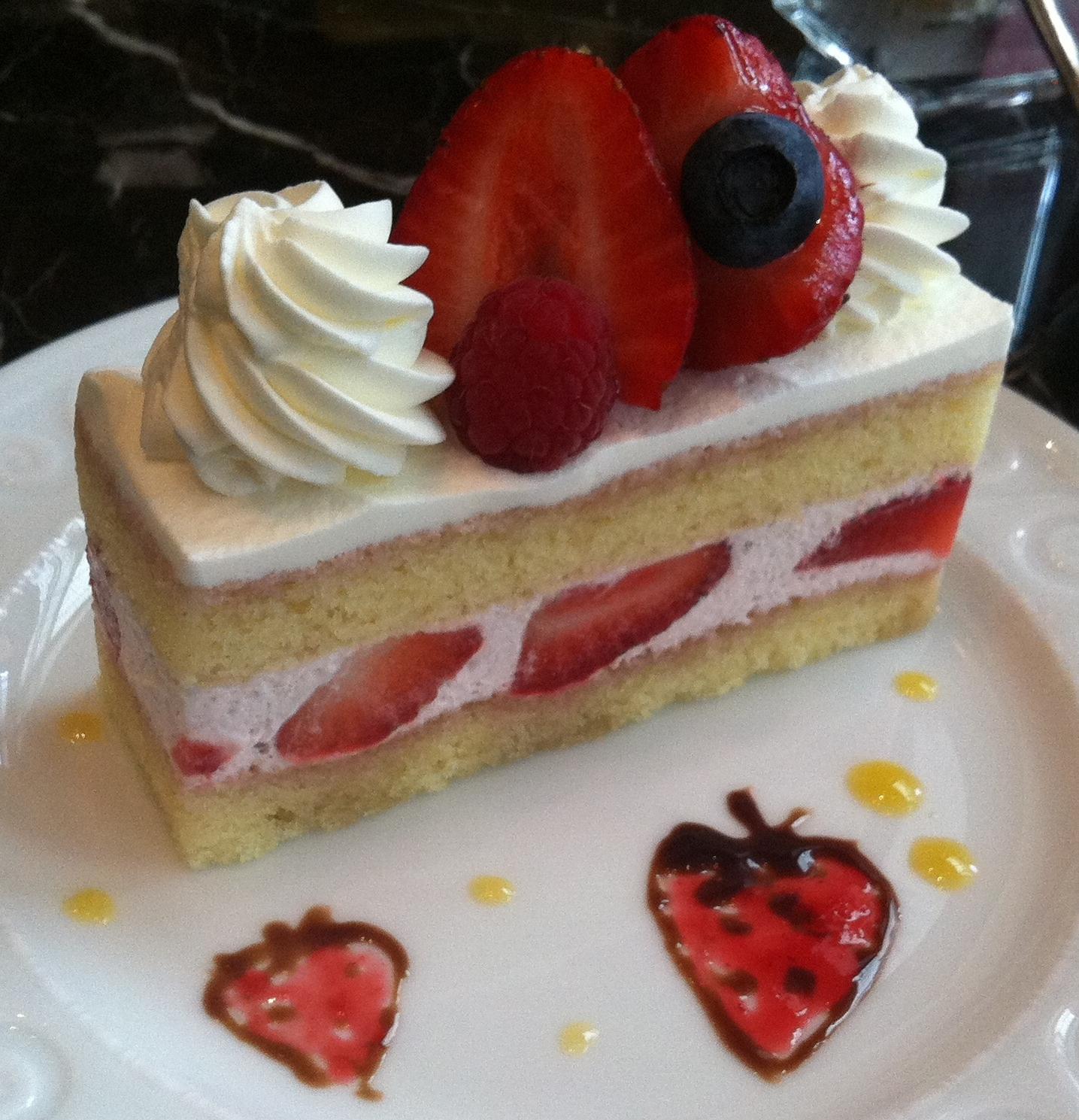
کیک لایه ای توت فرنگی با توت فرنگی در فراستینگ بین لایه‌ها و تزئین توت فرنگی

## بیشتر خواندن
- Gill, J.T. (1881). The Complete Bread, Cake, and Cracker Baker: In Two Parts. J. Thompson Gill, manager Confectioner and Baker Publishing Company. p. 205.
- Brigman, H. (2013). The Fresh Table: Cooking in Louisiana All Year Round. LSU Press. pp. 55–57. ISBN 978-0-8071-5046-7. Retrieved December 2, 2015.